# Nikola Radulović
Nikola Radulović (Zagreb, Croàcia, 26 d'abril de 1973) és un exjugador de bàsquet amb doble nacionalitat italiana i croata. Amb 2.07 metres d'alçada, jugava en el lloc d'aler pivot. Va ser internacional amb la selecció italiana.

## Carrera esportiva
Va començar jugant a les catgeories inferiors de la Cibona Zagreb, i va jugar en diferents equips croats fins al 1999, en que va fitxar pel Emlakbank Ortakoy de la lliga turca. Després va jugar a les lligues grega, italiana i francesa, abans de fitxar pel DKV Joventut la temporada 2002-03. Va jugar a Badalona dues temporades, fitxant més tard pel Fórum Filatélico Valladolid. Després d'altres dues temporades se'n va anar a jugar a la lliga ucraïnesa. Es va retirar l'any 2012 jugant a Itàlia.